# Lekkoatletyka na Letnich Igrzyskach Olimpijskich 1976 – bieg na 400 m kobiet
Bieg na 400 metrów kobiet podczas XXI Letnich Igrzysk Olimpijskich w Montrealu rozegrano 25 (eliminacje), 26 (ćwierćfinały i półfinały) i 28 lipca 1976 (finał) na Stadionie Olimpijskim w Montrealu. Zwyciężczynią została reprezentantka Polski Irena Szewińska, która w finale ustanowiła rekord świata z czasem 49,29 s.

## Rekordy

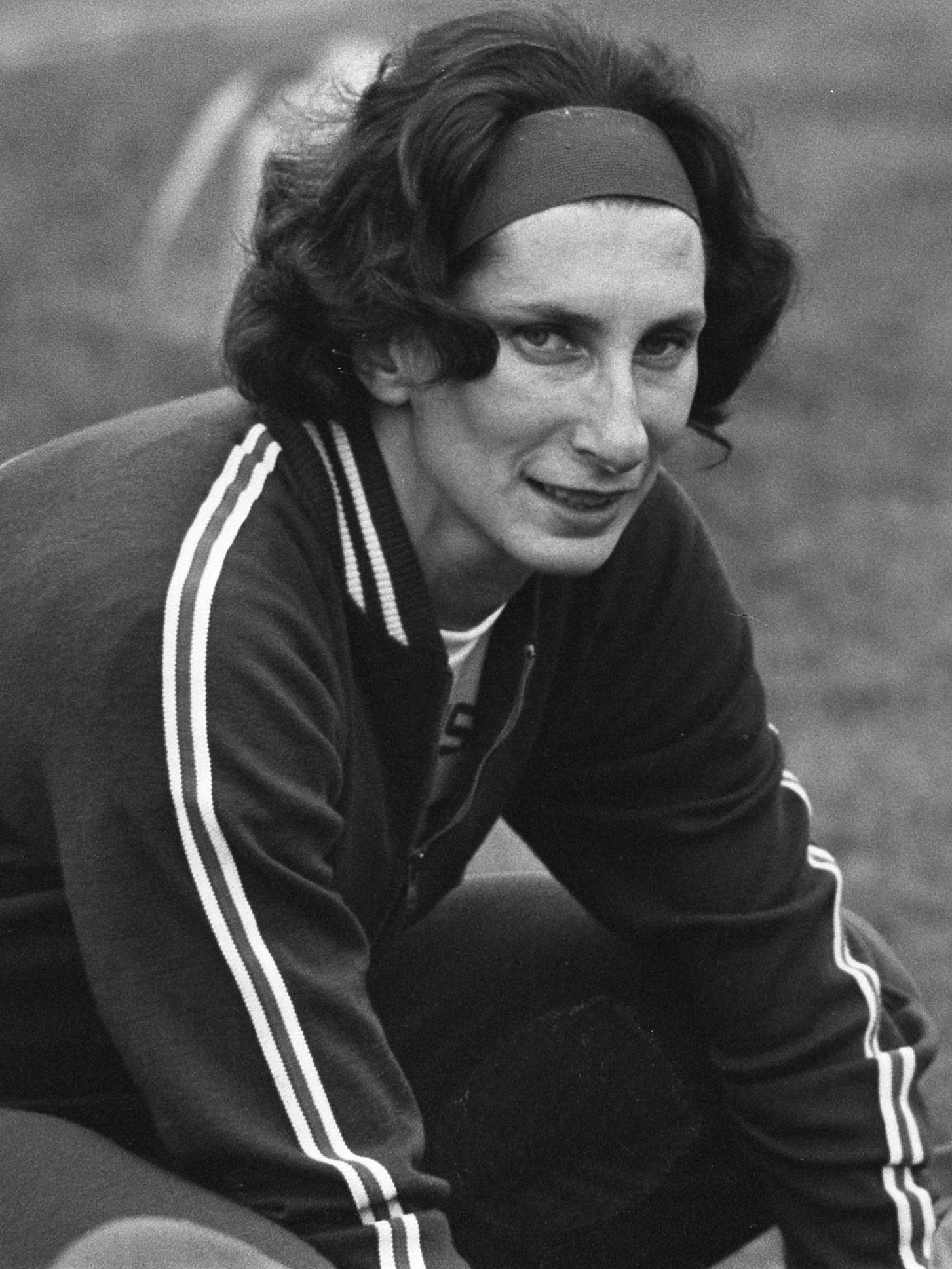
Irena Szewińska

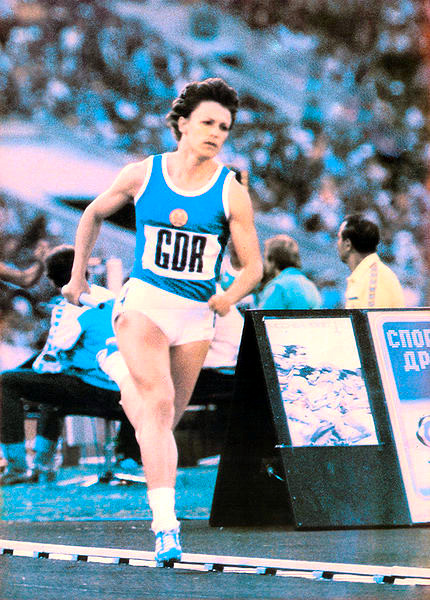
Christina Brehmer

|                   | zawodniczka     | narodowość | czas  | data                 | miejsce   |
| ----------------- | --------------- | ---------- | ----- | -------------------- | --------- |
| Rekord świata     | Irena Szewińska | Polska     | 49,75 | 22 czerwca 1976(dts) | Bydgoszcz |
| Rekord olimpijski | Monika Zehrt    | NRD        | 51,08 | 7 września 1972(dts) | Monachium |

## Wyniki
| Poz. - pozycja |
| – rekord świata \| – rekord krajowy \| – rekord życiowy \| = – wyrównany rekord życiowy \| · – najlepszy wynik w sezonie \| = – wyrównany najlepszy wynik w sezonie \| – rekord olimpijski |
| Fn – falstart \| DNF – nie ukończył \| DNS – nie wystartował \| DSQ – zdyskwalifikowany |

### Eliminacje
Rozegrano sześć biegów eliminacyjnych. Do ćwierćfinałów awansowało po pięć najlepszych zawodniczek z każdego biegu oraz dwie z najlepszymi czasami spośród pozostałych.

#### Bieg 1
| Poz. | Zawodniczka       | Narodowość                           | Rezultat | Uwagi |
| ---- | ----------------- | ------------------------------------ | -------- | ----- |
| 1    | Christina Brehmer | NRD                                  | 52,45    | Q     |
| 2    | Verona Elder      | Wielka Brytania                      | 52,60    | Q     |
| 3    | Rita Wilden       | RFN                                  | 53,08    | Q     |
| 4    | Lorna Forde       | Barbados                             | 53,93    | Q     |
| 5    | Rachelle Campbell | Kanada                               | 54,54    | Q     |
| –    | Marième Boye      | Senegal                              | DNS      |       |
| –    | Rita Hendricks    | Wyspy Dziewicze Stanów Zjednoczonych | DNS      |       |

#### Bieg 2
| Poz. | Zawodniczka     | Narodowość        | Rezultat | Uwagi |
| ---- | --------------- | ----------------- | -------- | ----- |
| 1    | Debra Sapenter  | Stany Zjednoczone | 52,33    | Q     |
| 2    | Donna Murray    | Wielka Brytania   | 52,75    | Q     |
| 3    | Marita Koch     | NRD               | 52,78    | Q     |
| 4    | Regine Berg     | Belgia            | 53,66    | Q     |
| 5    | Silvia Hollmann | RFN               | 53,73    | Q     |
| 6    | Helen Blake     | Jamajka           | 53,93    |       |
| 7    | Ileana Hocking  | Portoryko         | 57,85    |       |

#### Bieg 3
| Poz. | Zawodniczka          | Narodowość | Rezultat | Uwagi |
| ---- | -------------------- | ---------- | -------- | ----- |
| 1    | Ellen Streidt        | NRD        | 52,56    | Q     |
| 2    | Christiane Wildschek | Austria    | 52,65    | Q     |
| 3    | Judy Canty           | Australia  | 52,88    | Q     |
| 4    | Marilyn Neufville    | Jamajka    | 52,93    | Q     |
| 5    | Rosine Wallez        | Belgia     | 52,94    | Q     |
| 6    | Jelica Pavličić      | Jugosławia | 54,11    |       |
| –    | Chee Swee Lee        | Singapur   | DNS      |       |

#### Bieg 4
| Poz. | Zawodniczka      | Narodowość               | Rezultat | Uwagi |
| ---- | ---------------- | ------------------------ | -------- | ----- |
| 1    | Sheila Ingram    | Stany Zjednoczone        | 51,83    | Q     |
| 2    | Natalja Sokołowa | ZSRR                     | 52,45    | Q     |
| 3    | Irena Szewińska  | Polska                   | 52,75    | Q     |
| 4    | Joyce Yakubowich | Kanada                   | 53,35    | Q     |
| 5    | Gladys Taylor    | Wielka Brytania          | 53,46    | Q     |
| 6    | Marika Lindholm  | Finlandia                | 53,64    | q     |
| 7    | Céléstine N’Drin | Wybrzeże Kości Słoniowej | 54,13    |       |

#### Bieg 5
| Poz. | Zawodniczka       | Narodowość        | Rezultat | Uwagi |
| ---- | ----------------- | ----------------- | -------- | ----- |
| 1    | Rosalyn Bryant    | Stany Zjednoczone | 52,01    | Q     |
| 2    | Riitta Salin      | Finlandia         | 52,57    | Q     |
| 3    | Ludmyła Aksionowa | ZSRR              | 52,90    | Q     |
| 4    | Beth Nail         | Australia         | 52,98    | Q     |
| 5    | Ruth Simpson      | Jamajka           | 54,07    | Q     |
| 6    | Helen Ritter      | Liechtenstein     | 58,52    |       |
| –    | Debbie Jones      | Bermudy           | DNS      |       |

#### Bieg 6
| Poz. | Zawodniczka         | Narodowość | Rezultat | Uwagi |
| ---- | ------------------- | ---------- | -------- | ----- |
| 1    | Nadieżda Iljina     | ZSRR       | 51,97    | Q     |
| 2    | Verna Burnard       | Australia  | 52,10    | Q     |
| 3    | Dagmar Fuhrmann     | RFN        | 52,58    | Q     |
| 4    | Pirjo Häggman       | Finlandia  | 52,73    | Q     |
| 5    | Margaret Stride     | Kanada     | 53,21    | Q     |
| 6    | Rita Bottiglieri    | Włochy     | 53,37    | q     |
| 7    | Rose-Marie Gauthier | Haiti      | 1:13,27  |       |

### Ćwierćfinały
Rozegrano cztery biegi ćwierćfinałowe. Do półfinałów awansowały po cztery najlepsze zawodniczki z każdego biegu.

#### Bieg 1
| Poz. | Zawodniczka       | Narodowość        | Rezultat | Uwagi |
| ---- | ----------------- | ----------------- | -------- | ----- |
| 1    | Sheila Ingram     | Stany Zjednoczone | 51,31    | Q,    |
| 2    | Ellen Streidt     | NRD               | 51,33    | Q     |
| 3    | Pirjo Häggman     | Finlandia         | 51,35    | Q     |
| 4    | Ludmyła Aksionowa | ZSRR              | 51,73    | Q     |
| 5    | Dagmar Fuhrmann   | RFN               | 52,02    |       |
| 6    | Judy Canty        | Australia         | 52,65    |       |
| 7    | Lorna Forde       | Barbados          | 53,62    |       |
| 8    | Rachelle Campbell | Kanada            | 54,16    |       |

#### Bieg 2
| Poz. | Zawodniczka       | Narodowość      | Rezultat | Uwagi |
| ---- | ----------------- | --------------- | -------- | ----- |
| 1    | Natalja Sokołowa  | ZSRR            | 51,63    | Q     |
| 2    | Christina Brehmer | NRD             | 51,67    | Q     |
| 3    | Verna Burnard     | Australia       | 51,79    | Q     |
| 4    | Rita Wilden       | RFN             | 52,41    | Q     |
| 5    | Gladys Taylor     | Wielka Brytania | 53,71    |       |
| 6    | Marika Lindholm   | Finlandia       | 54,07    |       |
| 7    | Joyce Yakubowich  | Kanada          | 55,02    |       |
| –    | Marilyn Neufville | Jamajka         | DNS      |       |

#### Bieg 3
| Poz. | Zawodniczka          | Narodowość        | Rezultat | Uwagi |
| ---- | -------------------- | ----------------- | -------- | ----- |
| 1    | Debra Sapenter       | Stany Zjednoczone | 51,23    | Q,    |
| 2    | Nadieżda Iljina      | ZSRR              | 51,32    | Q     |
| 3    | Beth Nail            | Australia         | 51,71    | Q,    |
| 4    | Christiane Wildschek | Austria           | 52,25    | Q     |
| 5    | Verona Elder         | Wielka Brytania   | 52,70    |       |
| 6    | Rosine Wallez        | Belgia            | 53,04    |       |
| 7    | Silvia Hollmann      | RFN               | 53,73    |       |
| 8    | Ruth Simpson         | Jamajka           | 53,88    |       |

#### Bieg 4
| Poz. | Zawodniczka      | Narodowość        | Rezultat | Uwagi |
| ---- | ---------------- | ----------------- | -------- | ----- |
| 1    | Riitta Salin     | Finlandia         | 51,62    | Q     |
| 2    | Rosalyn Bryant   | Stany Zjednoczone | 51,74    | Q     |
| 3    | Marita Koch      | NRD               | 51,87    | Q     |
| 4    | Irena Szewińska  | Polska            | 52,00    | Q     |
| 5    | Donna Murray     | Wielka Brytania   | 52,29    |       |
| 6    | Rita Bottiglieri | Włochy            | 52,51    | [ 5 ] |
| 7    | Regine Berg      | Belgia            | 53,14    |       |
| 8    | Margaret Stride  | Kanada            | 53,14    |       |

### Półfinały
Rozegrano dwa biegi półfinałowe. Do finału awansowały po cztery najlepsze zawodniczki z każdego biegu.

#### Bieg 1
| Poz. | Zawodniczka          | Narodowość        | Rezultat | Uwagi |
| ---- | -------------------- | ----------------- | -------- | ----- |
| 1    | Irena Szewińska      | Polska            | 50,51    | Q,    |
| 2    | Ellen Streidt        | NRD               | 50,51    | Q     |
| 3    | Sheila Ingram        | Stany Zjednoczone | 50,90    | Q,    |
| 4    | Riitta Salin         | Finlandia         | 51,26    | Q     |
| 5    | Beth Nail            | Australia         | 51,44    | [ 4 ] |
| 6    | Ludmyła Aksionowa    | ZSRR              | 51,55    |       |
| 7    | Christiane Wildschek | Austria           | 52,20    |       |
| –    | Marita Koch          | NRD               | DNS      |       |

#### Bieg 2
| Poz. | Zawodniczka       | Narodowość        | Rezultat | Uwagi |
| ---- | ----------------- | ----------------- | -------- | ----- |
| 1    | Rosalyn Bryant    | Stany Zjednoczone | 50,62    | Q,    |
| 2    | Christina Brehmer | NRD               | 50,86    | Q     |
| 3    | Pirjo Häggman     | Finlandia         | 51,03    | Q     |
| 4    | Debra Sapenter    | Stany Zjednoczone | 51,34    | Q     |
| 5    | Nadieżda Iljina   | ZSRR              | 51,42    |       |
| 6    | Verna Burnard     | Australia         | 51,71    |       |
| 7    | Rita Wilden       | RFN               | 51,82    |       |
| 8    | Natalja Sokołowa  | ZSRR              | 51,95    |       |

### Finał
| Poz. | Zawodniczka       | Narodowość        | Rezultat | Uwagi |
| ---- | ----------------- | ----------------- | -------- | ----- |
| 1    | Irena Szewińska   | Polska            | 49,29    | [ 1 ] |
| 2    | Christina Brehmer | NRD               | 50,51    |       |
| 3    | Ellen Streidt     | NRD               | 50,55    |       |
| 4    | Pirjo Häggman     | Finlandia         | 50,56    |       |
| 5    | Rosalyn Bryant    | Stany Zjednoczone | 50,65    |       |
| 6    | Sheila Ingram     | Stany Zjednoczone | 50,90    |       |
| 7    | Riitta Salin      | Finlandia         | 50,98    |       |
| 8    | Debra Sapenter    | Stany Zjednoczone | 51,66    |       |